# AKE

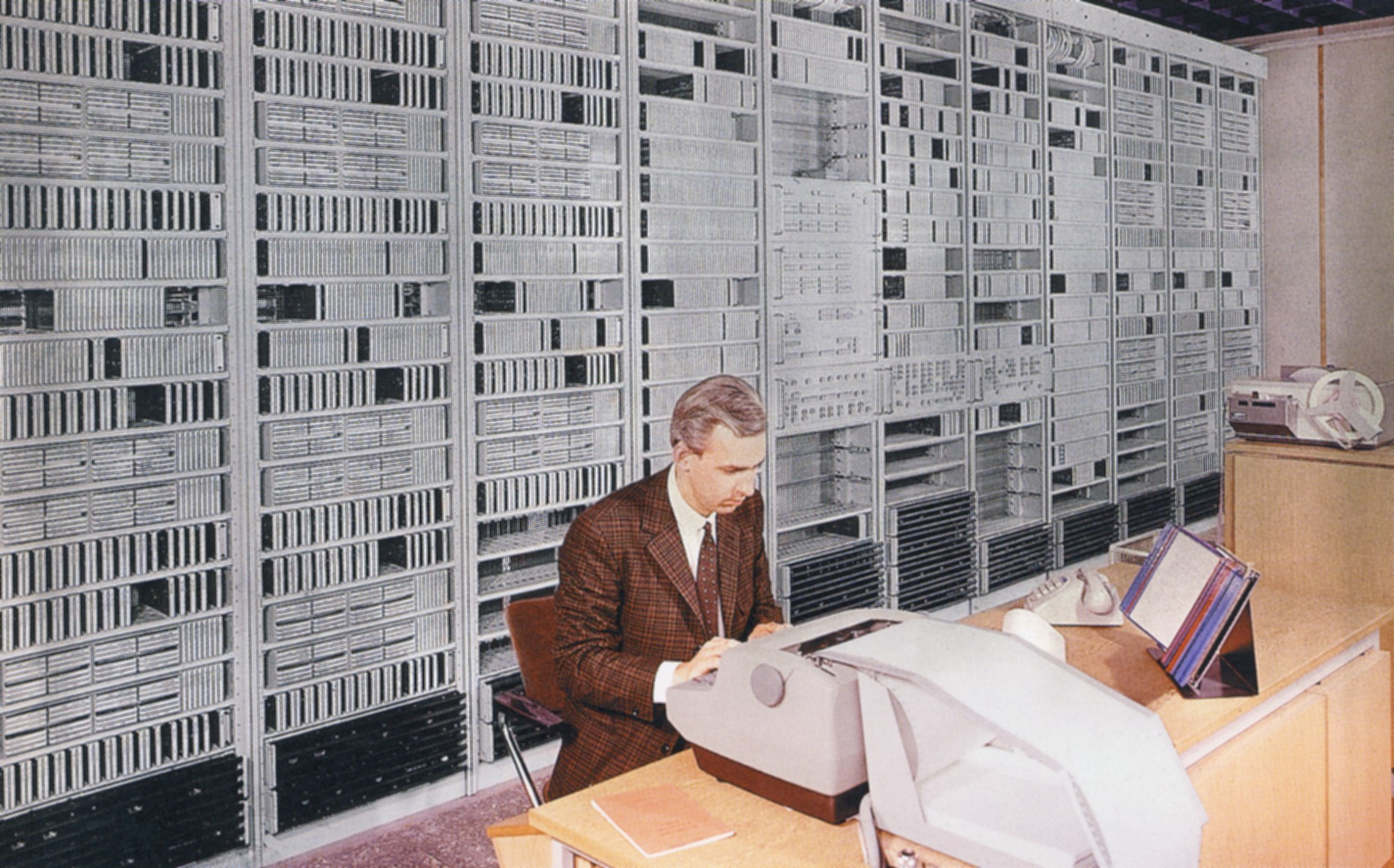
Det första AKE 12 telefonväxelsystemet i Tumba 1968

AKE var Ericssons första datorstyrda elektroniska telefonväxelsystem  
och har varit en av Ericssons mest betydelsefulla telefonväxelsystem trots måttliga framgångar på marknaden. Systemet var på flera sätt både föregångare och inspiratör till Ericssons AXE-system bland annat genom modulbaserad programvaruarkitektur (block) med definierade gränssnitt (signaler) mellan modulerna. Systemet var ett flerprocessorsystem med dubblerade (parallellsynkrona) processorer och hade analog väljare (kodväljaren). Systemet programmerades i assembler (ASA130).

## Historia

### Lokalväxel (AKE 12)
Redan år 1962 startades det första AKE-projektet som resulterade i en pilotanläggning, en lokalväxel i Tumba, utanför Stockholm. Efter många komplicerade tester och felsökningar togs AKE 12-växeln i drift 1968 med 5 000 abonnenter
och blev det första datorstyrda telefonväxelsystemet utanför USA. Nödvändigheten att strukturera och modularisera program samt stöd för testning var några av erfarenheterna från pilotanläggningen i Tumba.
Vid samma tid bedrev Televerket en egen utveckling av datorstyrda telefonväxelsystem, en prototyp med beteckningen A210. Växeln togs i drift 1970 i Storängen i Nacka, men avvecklades ganska omgående och projektet lades ned. Ericsson och Televerket valde istället att fortsätta utvecklingen av datorstyrda lokalväxlar gemensamt. Detta skedde i det nybildade samägda bolaget Ellemtel, och resulterade i framtagandet av AXE-systemet.
AKE i Tumba var fortsatt i drift fram till 1980-talet då den ersattes av en AXE-växel.
Den fortsatta utvecklingen av AKE inriktades på stora transitväxlar (förmedlingsstationer) istället för på lokalstationer.

### Transitväxel (AKE 13)
AKE vidareutvecklades till AKE 13, ett system för stora nationella och internationella transitväxlar där driftsäkerhet och tillförlitlighet är viktiga egenskaper. För att möta kapacitetskraven utvecklades det till ett flerprocessorsystem. År 1971 invigdes, i Rotterdam, världens första kommersiella datorstyrda transitväxelsystem, dessutom det första datorstyrda telefonväxelsystemet med flera samarbetande processorer (flerprocessorsystem). 
Efter Rotterdam installerades AKE 13 transitväxelsystem i Mexico City (1973), Köpenhamn (1974), Sydney (1974), Oslo (1976), London (1979) och i flera andra städer. År 1981 hade Ericsson levererat 37 AKE-växelsystem till 10 länder. 
I Nordamerika tillverkade North Electric en variant baserad på AKE 13, med beteckningen ETS4 (Electric Toll Switch 4-wire) den första 1974 i Lexington, Kentucky och sedan ytterligare 10 anläggningar fram till 1980.
Dessutom fanns det mellan åren 1968 och 1995 15 stycken anläggningar av varianten AKE 129 i det Svenska Försvarets telenät.
Det modernare och flexiblare AXE-systemet och den analoga väljaren resulterade att AKE-systemet så småningom inte vidareutvecklades och fasades slutligen ut på 1990-talet.

## Teknik
AKE brukar beskrivas som ett första generationens SPC-system (Stored Program Control, det vill säga programminnesstyrt), genom att väljaren är analog (galvanisk genomkoppling av analoga telefonförbindelser genom växeln) samt att datorstyrningen görs av en eller flera centralprocessorer. Andra generationens SPC-system (till exempel AXE) kännetecknas av digital väljare (elektronisk genomkoppling av digitala telefonförbindelser), och i tredje generationens SPC-system tillkommer att datorstyrningen sker i ett distribuerat system.
En AKE-växel kan bestyckas med upp till 8 duplicerade centralprocessorer, samarbetande i ett flerprocessorsystem. De duplicerade centralprocessorerna består av två identiska CPU-sidor som arbetar parallellt och synkront. Jämförelse mellan de två CPU-sidorna görs efter varje delmoment i exekveringen. Vid avvikelse mellan CPU-sidorna startas fellokalisering och den felaktiga CPU-sidan tas ur drift (isoleras) och exekveringen fortsätter i enkeldrift. Vidare innehåller centralprocessorena programminne (PS) och dataminne (DS), bägge dubblerade. I AKE med styrsystemet av typ APZ150 var ordlängden 18 bitar, vilket resulterade i en maximalstorlek på 256 kW (kilo ord) för PS respektive för DS per centralprocessor. Systemet programmerades i assembler och längden av maskininstruktionerna var 18 bitar, varav instruktionskoden bestod av 6 bitar och resterande 12 bitar för parametrar.
Programmen var uppdelade i block (moduler). I källkoden programmerades samarbeten mellan blocken med hjälp av definierade signal-specifikationer. Till skillnad från AXE-systemet fanns inget inbyggt systemstöd för signaler och block, utan signalerna realiserades i maskinkoden vanligtvis som programhopp (till exempel instruktionen JUMP) men skrivning i annats blocks data förekom också.
Den elektromekaniska kodväljaren som hanterade genomkopplingen av analoga telefonförbindelser var en kompakt konstruktion som var impulsstyrd och med mekanisk låsning vilket medförde att de genomkopplade förbindelserna inte bröts även om telefonstationen blev strömlös. Den hade tidigare använts i andra växeltyper inom Ericsson. 

## Webbkällor
- The History of Ericsson